# وزارة الأوقاف والشؤون والمقدسات الإسلامية (الأردن)
وزارة الأوقاف والشؤون والمقدسات الإسلامية  تتولى وزارة الأوقاف في الأردن شؤون المساجد، والوعظ والإرشاد الديني، والاشراف وتنظيم حملات الحج والعمرة وتعني كذلك بأضرحة الصحابة، تأسست وزارة الأوقاف سنة 1968، الوزير الحالي هو الدكتور محمد الخلايلة.

## تاريخ الوزارة وتأسيسها
كانت أمور الأوقاف في الأردن تنظم بموجب نظام إدارة الأوقاف العثماني الصادر في 19 جمادى الآخرة سنة 1280 هجري، وقد ظل العمل به سارياً حتى الغي عام 1946. نص القانون الأساسي لإمارة شرق الأردن الصادر 1346هـ /1928، واهتم بالأوقاف الإسلامية والمسماة الوقف. بعد تأسيس المملكة الأردنية الهاشمية عام 1946 أكد دستورها لعام 1946 على الاهتمام بالاوقاف، وصدر قانون الأوقاف الإسلامية سنة 1946، ثم صدر بصفة قانون دائم بعد عرضه على المجلس التشريعي، فظل في الديباجة الإشارة إلى المادة (61) من القانون الأساسي الذي اعتمد قانوناً أساسياً للمملكة الأردنية الهاشمية عند إعلان تأسيس المملكة في 25/5/1946، قانون الأوقاف الإسلامية لعام 1946 في المادة (3) على أن دائرة الأوقاف مرتبطة رأساً برئيس الوزراء. ولم يصدر قانون خاص للأوقاف حتى سنة 1962، وظل قانون الأوقاف الإسلامية رقم (25) لسنة 1946 هو القانون الساري المفعول، إلا انه قد أدخلت عليه بعض التعديلات كما حدث سنة 1955 حيث صدر تعديل لهذا القانون ربطت به دائرة الأوقاف الإسلامية بقاضي القضاة بدلا من رئيس الوزراء، كما نص هذا التعديل على أن قاضي القضاة هو الذي يتولى رئاسة مجلس الأوقاف الأعلى. وبتاريخ 1/4/1962 صدر القانون الذي حل محل القانون السابق

## الوزراء
منذ عام 1962 تولى منصب وزير الاوقاف السادة اصحاب المعالي 
- الشيخ عبد الحميد السائح
- الشيخ عبد الله غوشة
- الشيخ عبد الحميد السائح 1970
- السيد صالح الشرع 1970
- السيد فواز الروسان 1970
- الدكتور اسحاق الفرحان 1970-1973
- الدكتور عبد العزيز الخياط 1973-1976
- السيد كامل الشريف 1976-1984
- السيد عبد خلف داودية 1984-1985
- سماحة الدكتور عبد العزيز الخياط 1985-1989
- سماحة الدكتور علي الفقير 1989-1991
- سماحة الدكتور إبراهيم زيد الكيلاني 1991
- المهندس رائف نجم 1991
- الشيخ عز الدين الخطيب التميمي 1991-1993
- الدكتور عبد السلام العبادي 1993- 2001
- الدكتور أحمد هليل 2001-2005
- الدكتور عبد السلام العبادي 2005
- الأستاذ عبد الفتاح موسى صلاح 2005-2009
- الأستاذ عبد السلام العبادي 2009-2011
- الأستاذ عبد الرحيم العكور 2011
- الدكتور عبدالسلام العبادي 2011-2013
- الدكتور محمد نوح القضاة- 2013
- هايل الداود 2013 - 2016
- وائل عربيات 2016
- عبدالناصر موسى أبو البصل (25 فبراير 2018 - 7 نوفمبر 2019)
- محمد الخلايلة (7 نوفمبر 2019 -)

| الصورة                                   | الاسم (مواليد–وفاة)                      | فترة شغل المنصب                          | فترة شغل المنصب                          | فترة شغل المنصب                          | الحزب                                    | الحزب                                    | الحكومة                                             | ملاحظات                                  |
| الصورة                                   | الاسم (مواليد–وفاة)                      | تولى المنصب                              | غادر المنصب                              | المدة                                    | الحزب                                    | الحزب                                    | الحكومة                                             | ملاحظات                                  |
| وزير الأوقاف والشؤون والمقدسات الإسلامية | وزير الأوقاف والشؤون والمقدسات الإسلامية | وزير الأوقاف والشؤون والمقدسات الإسلامية | وزير الأوقاف والشؤون والمقدسات الإسلامية | وزير الأوقاف والشؤون والمقدسات الإسلامية | وزير الأوقاف والشؤون والمقدسات الإسلامية | وزير الأوقاف والشؤون والمقدسات الإسلامية | وزير الأوقاف والشؤون والمقدسات الإسلامية            | وزير الأوقاف والشؤون والمقدسات الإسلامية |
| ---------------------------------------- | ---------------------------------------- | ---------------------------------------- | ---------------------------------------- | ---------------------------------------- | ---------------------------------------- | ---------------------------------------- | --------------------------------------------------- | ---------------------------------------- |
|                                          | الاسم (0000–0000)                        | 01 شهر 0000                              | 01 شهر 0000                              | 1 سنة و31 أيام                           |                                          | مستقل                                    | الحكومة                                             |                                          |
|                                          | الاسم (0000–0000)                        | 01 شهر 0000                              | 01 شهر 0000                              | 1 سنة و31 أيام                           |                                          | مستقل                                    | الحكومة                                             |                                          |
|                                          | الاسم (0000–0000)                        | 01 شهر 0000                              | 01 شهر 0000                              | 1 سنة و31 أيام                           |                                          | مستقل                                    | الحكومة                                             |                                          |
|                                          | الاسم (0000–0000)                        | 01 شهر 0000                              | 01 شهر 0000                              | 1 سنة و31 أيام                           |                                          | مستقل                                    | الحكومة                                             |                                          |
|                                          | الاسم (0000–0000)                        | 01 شهر 0000                              | 01 شهر 0000                              | 1 سنة و31 أيام                           |                                          | مستقل                                    | الحكومة                                             |                                          |
|                                          | الاسم (0000–0000)                        | 01 شهر 0000                              | 01 شهر 0000                              | 1 سنة و31 أيام                           |                                          | مستقل                                    | الحكومة                                             |                                          |
|                                          | الاسم (0000–0000)                        | 01 شهر 0000                              | 01 شهر 0000                              | 1 سنة و31 أيام                           |                                          | مستقل                                    | الحكومة                                             |                                          |
|                                          | وائل عربيات (1976–)                      | 01 شهر 0000                              | 25 شباط 2018                             | −7 سنوات و30 أيام                        |                                          | مستقل                                    | الحكومة                                             |                                          |
|                                          | عبد الناصر أبو البصل (1964–)             | 25 شباط 2018                             | 7 تشرين الثاني 2019                      | 1 سنة و255 أيام                          |                                          | مستقل                                    | حكومة هاني الملقي الثانية حكومة عمر الرزاز          |                                          |
|                                          | محمد الخلايلة (1967–)                    | 7 تشرين الثاني 2019                      | في المنصب                                | 5 سنوات و140 أيام                        |                                          | مستقل                                    | حكومة عمر الرزاز حكومة بشر الخصاونة حكومة جعفر حسان |                                          |

## الهيكل التنظيمي
- مجلس الأوقاف والشؤون الإسلامية
- مجلس الأوقاف
- مجلس معهد الملك عبد الله الثاني لإعداد الدعاة
- مجلس الوعظ والإرشاد
- صندوق الزكاة
- صندوق الحج
- مجلس الأوقاف والشؤون الإسلامية في القدس [7]

## المديريات
تسمى فروع الوزارة بالمحافظات بالمديرية وهي 16 مديرية بالإضافة إلى مديرية اوقاف القدس وهي : مديرية أوقاف (العاصمة، عجلون، المفرق، مادبا، الرصيفة، الزرقاء، جرش، البلقاء، الكرك، اربد، الطفيلة، الكورة، معان، الأغوار، العقبة، الرمثا، بالإضافة إلى مديرية اوقاف القدس)